# قلعة الجراص
قلعة الجراص قرية سورية تتبع ناحية مركز السقيلبية في منطقة السقيلبية في محافظة حماة. بلغ عدد سكانها 776 نسمة في عام 2004 حسب إحصاء المكتب المركزي للإحصاء.

## وصلات خارجية
- الوحدات الإدارية في محافظة حماة